# Łysa Góra (województwo mazowieckie)
Łysa Góra – osada leśna w Polsce położona w województwie mazowieckim, w powiecie legionowskim, w gminie Nieporęt.